# مصطفى صندل
مصطفى صندل (بالتركية: Mustafa Sandal)‏ (ولد 1970 م) هو مغني تركي.
اشتهر في التسعينيات بأغنية «عربة». باعت ألبوماته أكثر من 20 مليون نسخة.

## وصلات خارجية
- مصطفى صندل على موقع IMDb (الإنجليزية)
- مصطفى صندل على موقع ألو سيني (الفرنسية)
- مصطفى صندل على موقع ميوزك برينز (الإنجليزية)
- مصطفى صندل على موقع أول موفي (الإنجليزية)
- مصطفى صندل على موقع أول ميوزيك (الإنجليزية)
- مصطفى صندل على موقع ديسكوغز (الإنجليزية)
- مصطفى صندل على موقع قاعدة بيانات الفيلم (الإنجليزية)
- مصطفى صندل على موقع كينوبويسك (الروسية)

1. ↑  مصطفى صندل نسخة محفوظة 2020-05-03 على موقع واي باك مشين.